# Serra de Baturité

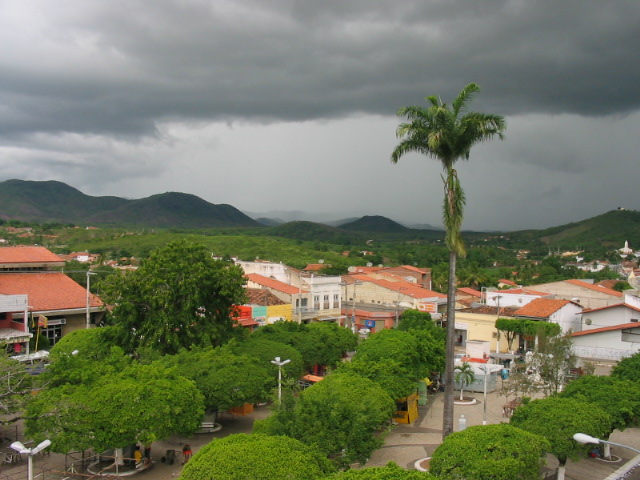
Chuva em Baturité. A região da Serra de Baturité é uma das mais úmidas do estado.

A Serra de Baturité é uma formação do relevo brasileiro, também conhecida como Maciço de Baturité ou Serra de Guaramiranga,  localizada no centro-norte do Ceará. Está distribuída pelo território de doze municípios: Canindé, Caridade, Aratuba, Mulungu, Guaramiranga, Pacoti, Palmácia, Itapiúna, Capistrano, Baturité, Redenção, Acarape. A região abriga a primeira e maior área de proteção ambiental do estado, abrangendo área de 32.690 hectares.
É uma das regiões de maiores índices pluviométricos do estado, tendo como climas predominantes o tropical quente subúmido nas áreas de menor altitude, o tropical quente úmido nas altitudes intermediárias e o tropical subquente úmido nas altitudes mais elevadas.

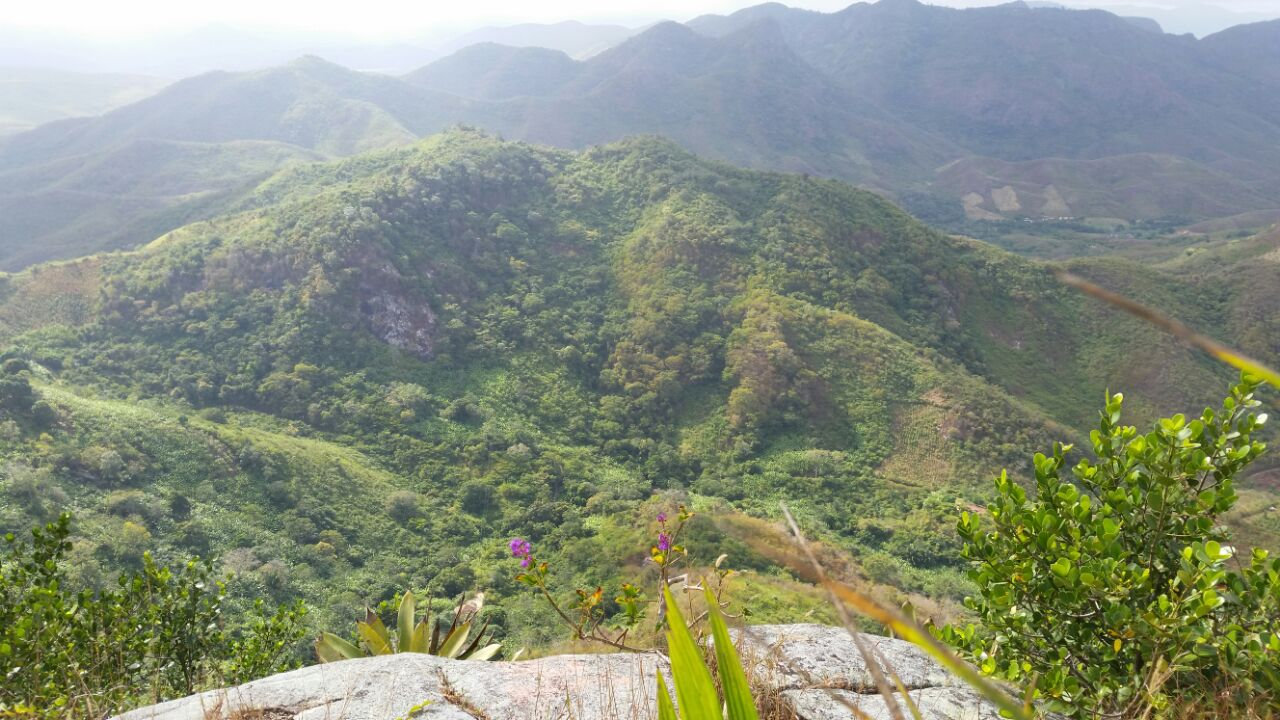
Visão Leste da Pedra do Bacamarte.

Os tipos fitoecológicos predominantes são floresta subperenifólia tropical pluvio-nebular (ou mata úmida serrana) e mata atlântica nas maiores altitudes, floresta subcaducifólia tropical pluvial (ou mata seca) nas regiões de altitude intermediária e caatinga arbustiva densa nas regiões de menor altitude.
A região funciona como divisor de águas das bacias hidrográficas dos rios Curu, Choró e Pacoti. Seu ponto culminante é o Pico Alto, o 3º maior do estado, com 1.115 metros de altitude, em Guaramiranga. Repleta de sítios e fazendas, a região é forte exploradora da fruticultura aliada à horticultura.

## Geografia
O Maciço Residual de Baturité, popularmente conhecido como Serra de Baturité, configura-se como um território de exceção no contexto da grande semi-aridez do estado do Ceará. Sob o ponto de vista climático, na área serrana, a incidência de totais pluviométricos elevados (média de 1500 mm anuais) permite incluí-la como uma das mais úmidas do estado. Esse fato é oriundo da ação combinada da altitude e exposição do relevo face aos deslocamentos de massas de ar úmidas. De modo geral, a temperatura é atenuada pelos efeitos da altitude, com variações térmicas não significativas ao longo do ano. Via de regra, a temperatura oscila entre 15°e 22°C.
A área em questão constitui um dos mais expressivos compartimentos do relevo elevado do Ceará, os chamados relevos residuais, resultantes dos processos erosivos ocorridos na era Cenozóica, que envolve o período terciário, o qual teve início no Paleoceno, há quase 70 milhões de anos, e terminou no Quartenário (Holoceno e Pleistoceno), período mais recente na escala do tempo geológico, iniciado há um milhão de anos, quando ocorreram as mais severas eversões (desmoronamentos) do pavimento nordestino até tornar-se desgastada a depressão sertaneja atual. 

## Geologia

### Topografia
A região é caracterizada por uma topografia acidentada e por grandes desníveis, com altitudes que variam entre 100 e 1 115 m, na qual está seu ponto culminante, o Pico Alto.

### Cidades da Serra de Baturité e suas altitudes
- Guaramiranga 865 metros
- Aratuba 830 metros
- Mulungu 801 metros
- Pacoti 736 metros
- Palmácia 704 metros
- Baturité 175 metros
- Itapiúna 140 metros
- Aracoiaba 102 metros
- Acarape 95 metros
- Redenção  88 metros

### Formações rochosas
Ao longo da serra, encontra-se, ainda no interior da APA, uma formação rochosa conhecida como Pedra do Bacamarte, no município de Palmácia. Trata-se de um bloco rochoso de 900 m de altura com uma forma que lembra o Morro do Pão de Açúcar.

## Biodiversidade
O Maciço de Baturité é conhecido por abrigar um dos poucos vestígios de Mata Atlântica ainda existentes no interior do nordeste do país. Possui um clima muito particular, já que está localizado numa região de semi-árido. As temperaturas máximas podem alcançar até 32°C, entanto, as mínimas podem chegar aos 15°C no período entre junho e agosto, registrando uma média mínima de 22º ao longo do ano. É possível encontrar espécies tipicamente Amazônicas (Surucucu Pico-de-Jaca, por exemplo), assim como da Mata atlântica (Guaramiranga ou Dançador-Laranja). Devido ao isolamento físico provocado pelas características geográficas da região, a APA da Serra de Baturité contém algumas espécies que só se encontram nesta região, representando um verdadeiro banco genético de biodiversidade. Possui uma grande variedade de espécies animais, destacando-se as aves representadas pelo Uru (Odontophorus capueira plumbeicollis), Jacucaca (Penelope jacucaca), Saripoca-de-gould (Selenidera gouldii), Cara-suja (Pyrrhura griseipectus), Periquito-de-encontro-amarelo (Brotogeris chiriri), Choca-da-mata (Thmanophilus caerulescens cearensis), Chupa-dente-do-nordeste (Conopophaga cearae), Tovaca-campainha (Chamaeza campanisona), Vira-folha-cearense (Sclerurus cearensis), Pintassilgo-do-nordeste (Spinus yarrellii), Saíra-militar (Tangara cyanocephala cearensis) e Saí-azul (Dacnis cayana); mamíferos: Cachorro-vinagre (Speothos venaticus), Gato-pintado (Leopardus wiedii) Gato-do-mato (Leopardus tigrinus), Onça-parda (Puma concolor) e Tamanduá-mirim (Tamandua tetradactyla), veado-catingueiro (Subulo gouazoubira), entre outros 

## Turismo

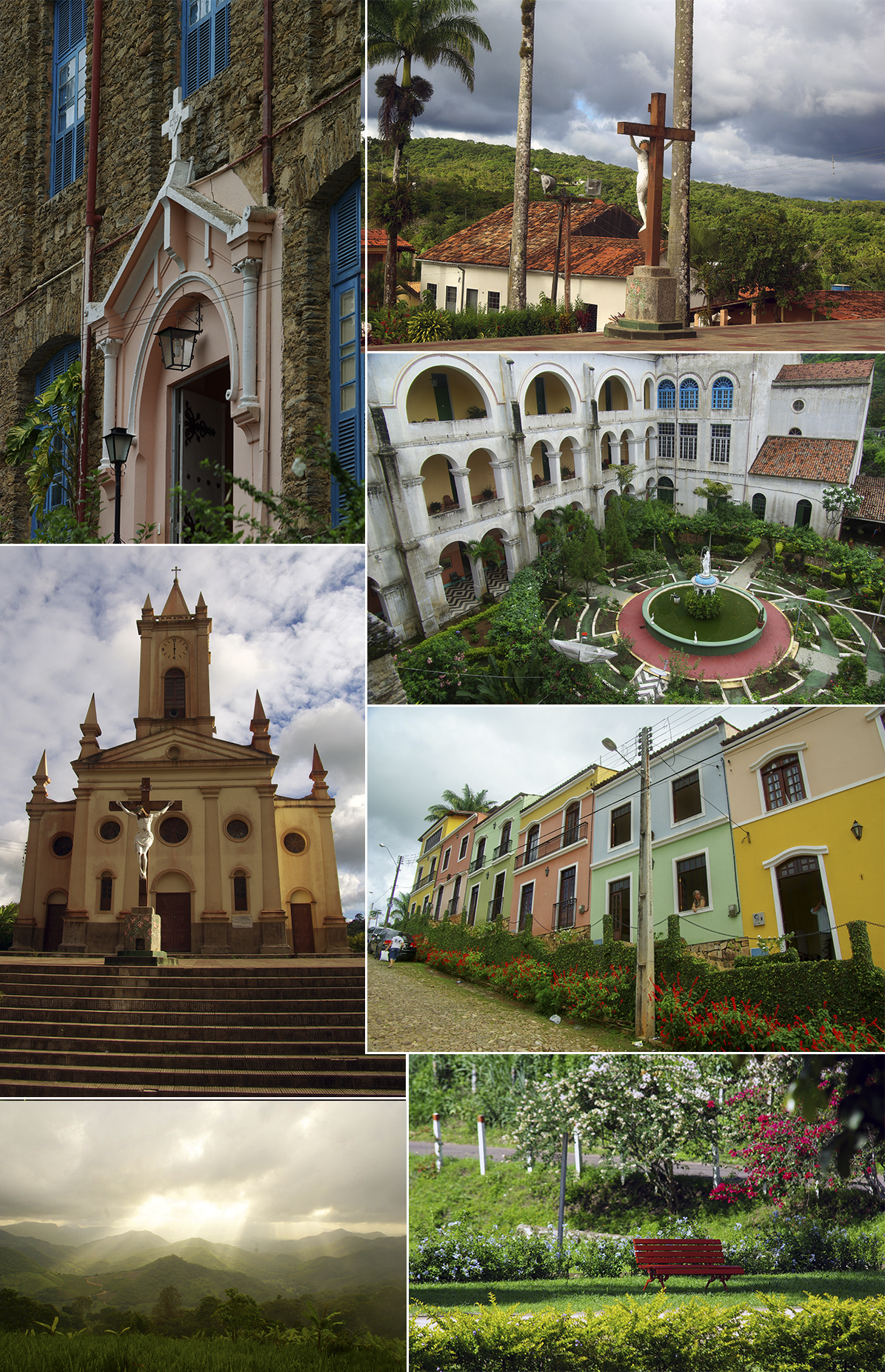
Alguns pontos turísticos do município de Guaramiranga.

A Serra de Baturité é detentora de uma das últimas reservas da Mata Atlântica da região nordestina, e, por isso, apresenta condições ideais para a prática do Ecoturismo. A região é rica, sobretudo, em cachoeiras. Nas programações turísticas, é possível conhecer lugares como as Cachoeiras da Volta, do Frade, do Perigo, do Chuvisco, do Oratório, do Cafundó e do Jordão, por exemplo. A região oferece diversas atrações turísticas naturais, que envolvem passeios de caiaque, pedalinho, canoa canadense, cavalo, esportes radicais e trilhas. Além do clima ameno como diferencial, a região é entrecortada por quedas d'água e montanhas. A Pedra do Bacamarte, é respeitada pelos alpinistas por sua altura e imponência. A Pedra da Torre da Lua, o platô Encontro dos Ventos,o Morro do Cruzeiro o Penhasco São João e a Cachoeira do Chuvisco, uma das nascentes do Rio Ceará, são outras atrações turísticas importantes. Os relevos favorecem a prática de várias modalidades de esportes de aventura, destacando-se de modo especial o voo livre. As trilhas ecológicas podem ser feitas nos mais diferentes níveis. A trilha do Bacamarte, conhecida por ser íngreme, permite, ao seu final, a visão os municípios de Maranguape, Redenção, Acarape e Fortaleza. A trilha da Torre da Lua, mais suave, tem passagem pela mata atlântica e uma grande visão do vale da região. 
Através dos anos, a região se desenvolveu e, hoje, tornou-se um grande polo regional de turismo, sobretudo em épocas especiais do ano, como o Carnaval. A cidade de Guaramiranga, por exemplo, realiza o Festival de Jazz e Blues – evento que conta com a participação de importantes artistas nacionais e internacionais, que lotam as ruas e hospedagens. A gastronomia, bem como o artesanato, são outro eixo da cultura e do desenvolvimento da região.
A cidade vizinha Baturité, encanta seus visitantes com seu tradicional Festival de Quadrilhas,atraindo todo ano milhares de visitantes.

### Pontos turísticos

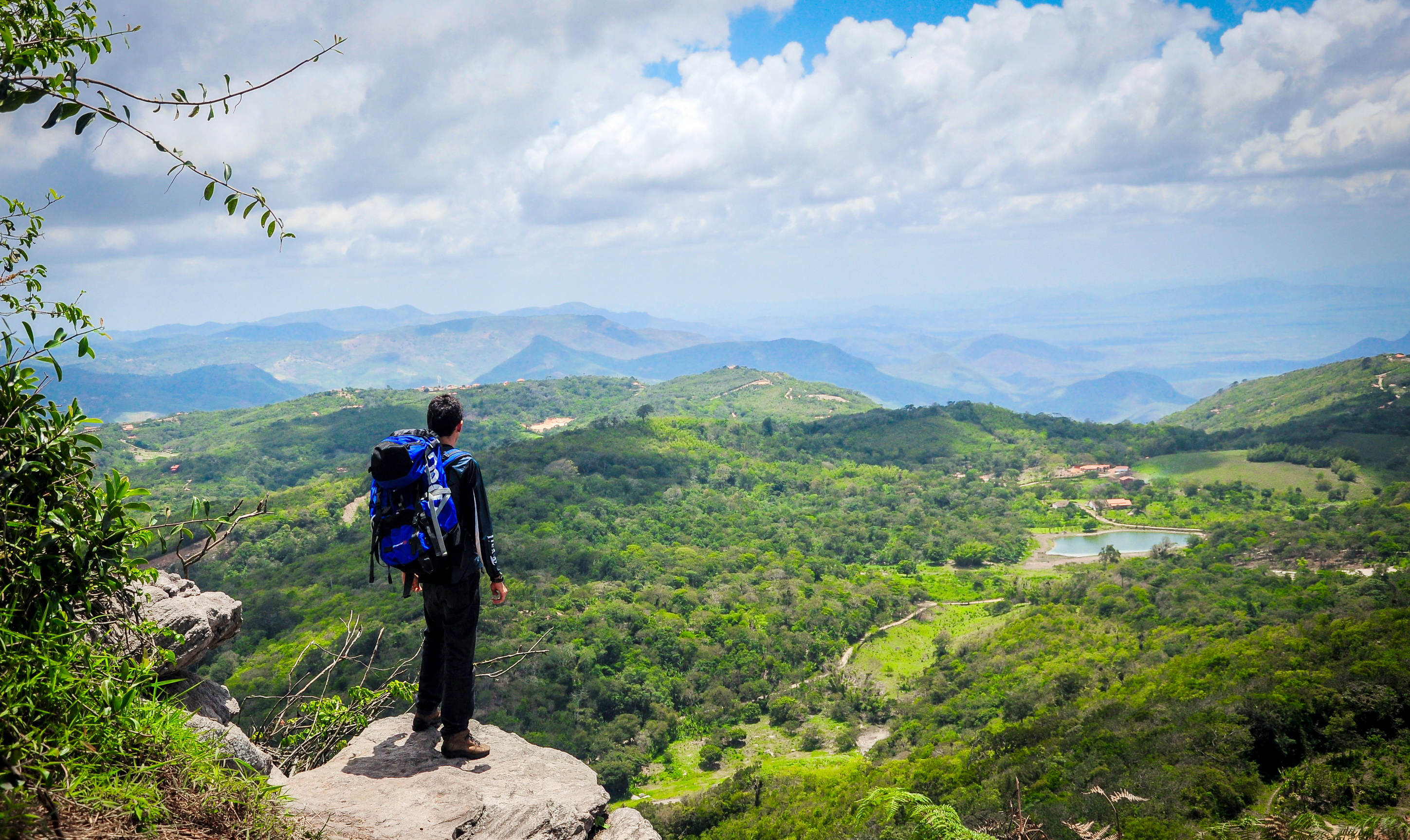
Pico Alto, em Guaramiranga.

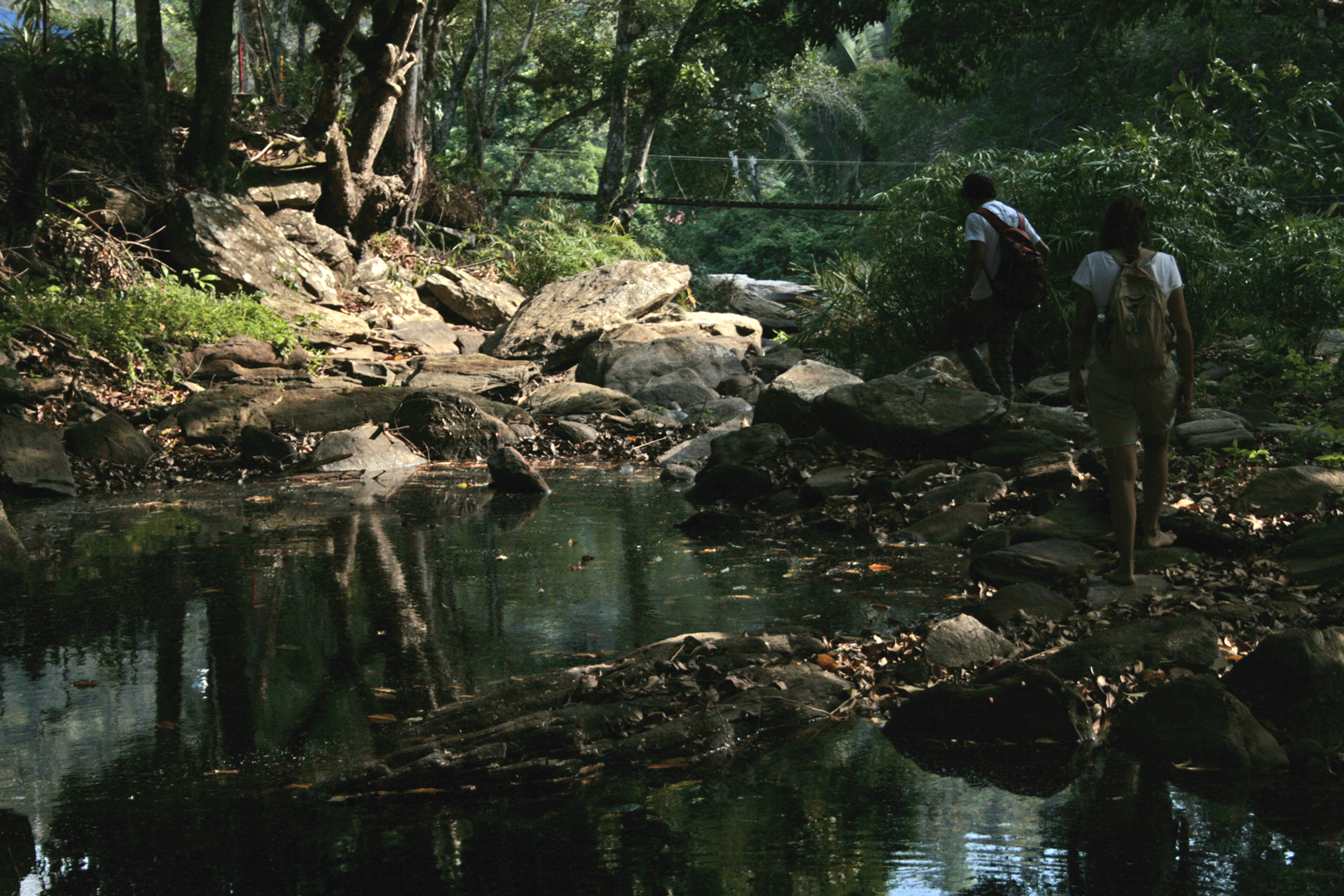
Trilha de mata atlântica em Guaramiranga.

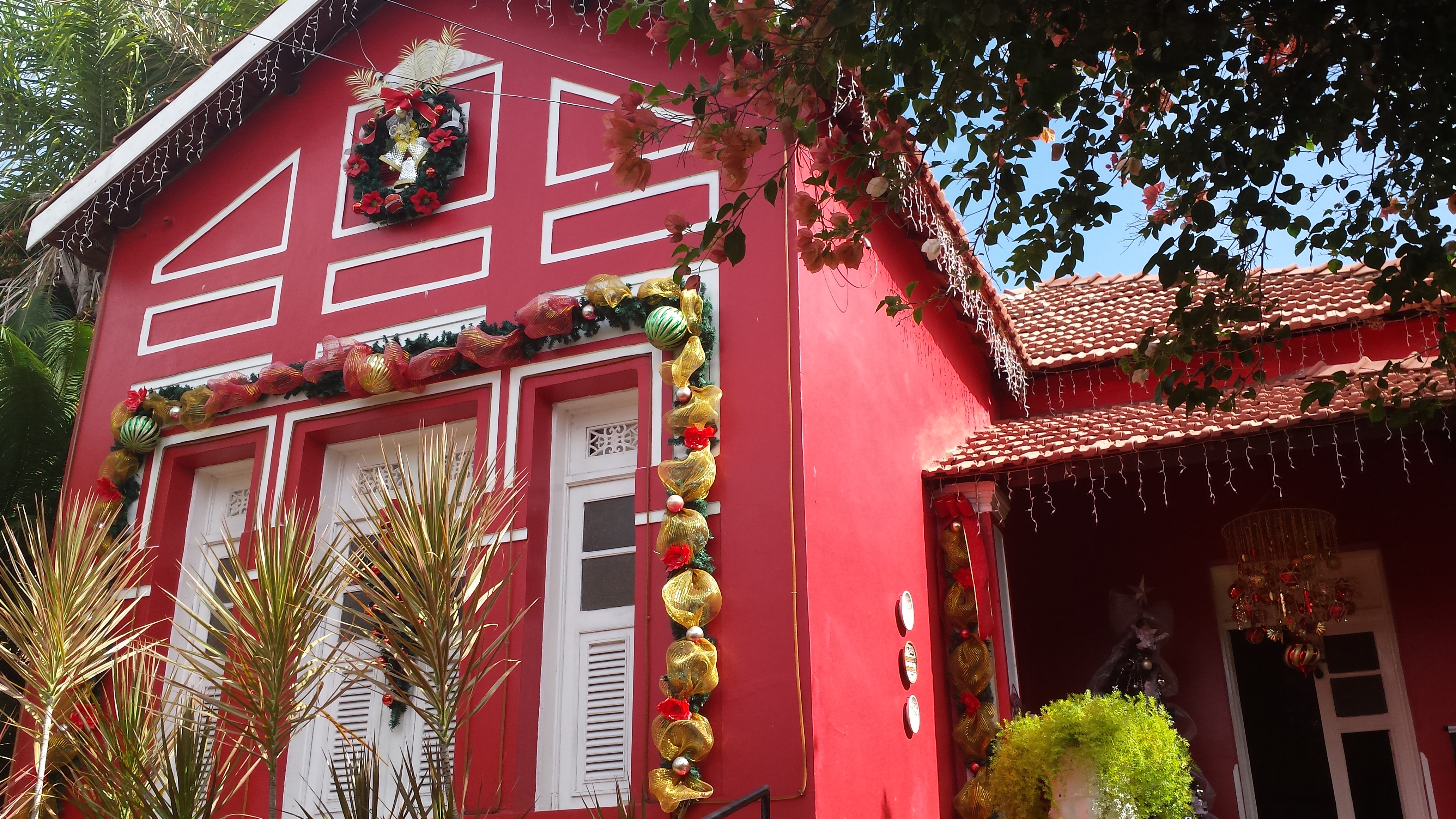
O Solar dos Sampaios, em Palmácia.

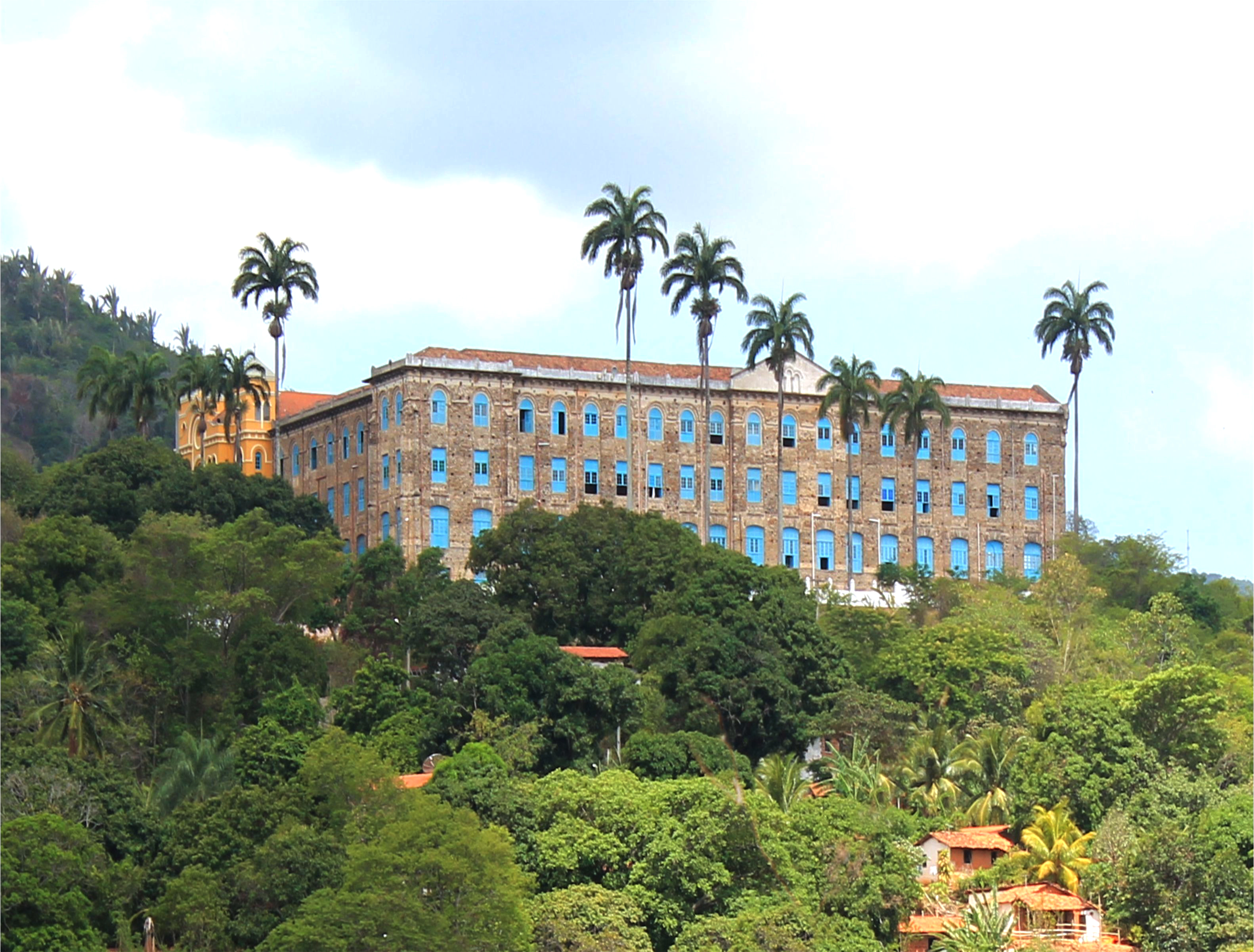
Mosteiro do Jesuítas, em Baturité.

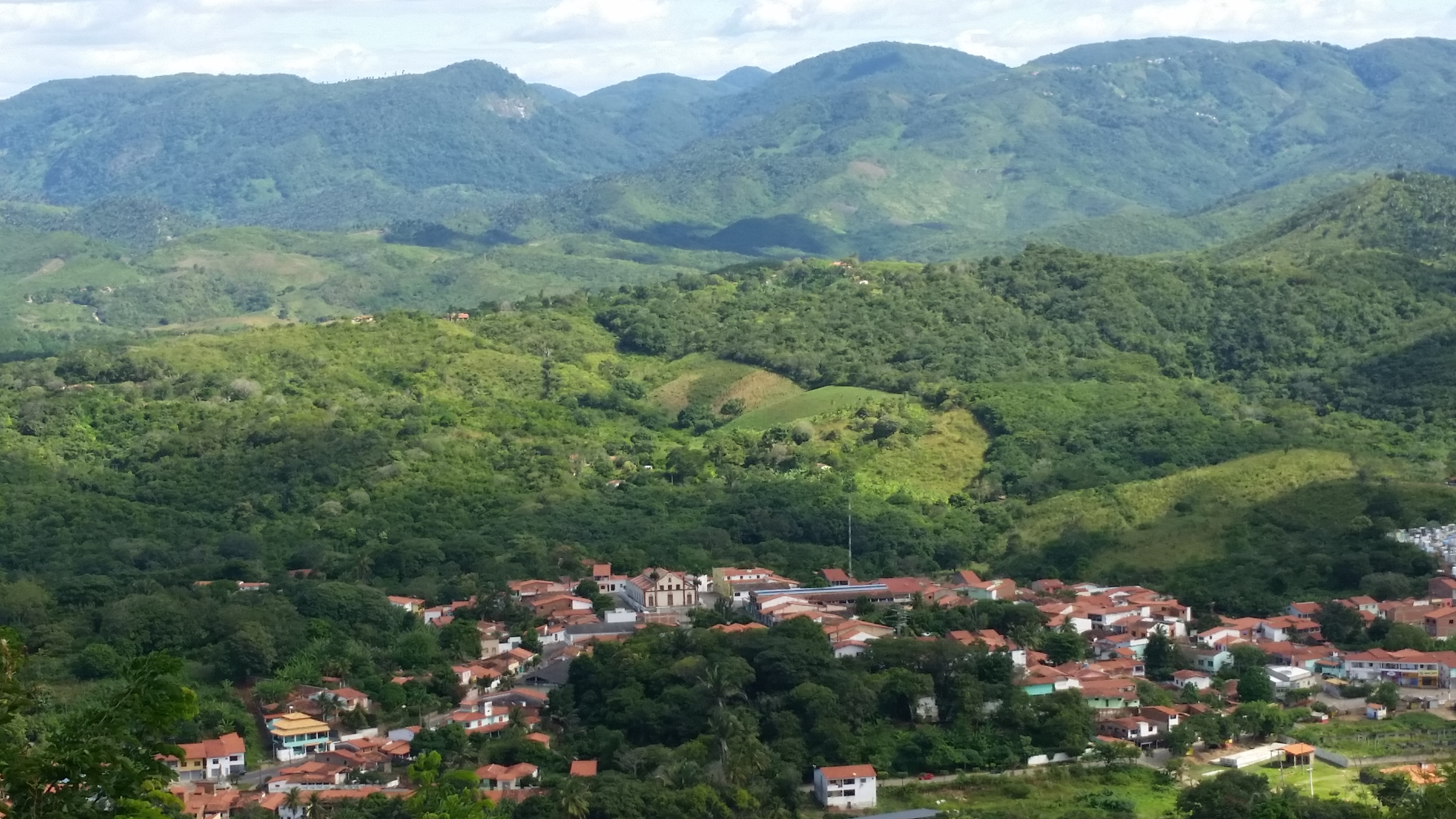
Vista de Palmácia a partir do Morro do Santo Cruzeiro.

- Água Verde - região de fácil acesso e de extrema beleza, onde se destaca a variedade de fauna e flora de suas paisagens naturais. A área é utilizada como área de pesca esportiva e de estudos ecológicos. [7]
- Mirante da Serra - localiza-se na CE-065 na cidade de Palmácia. É um mirante natural no alto da serra, de onde avista-se a transição da serra com o sertão cearense e toda região da Água Verde. Tem-se visão dos açudes da Água Verde, Botija, Bu e das montanhas circunvizinhas, permitindo assim divisar paisagens naturais de extrema beleza.[8]
- Cachoeira do Cafundó - cachoeira do município de Palmácia.
- Cachoeira do Oratório - situada na divisa dos municípios de Palmácia e Redenção. Apresenta um belo lago.[9]
- Cachoeira do Chuvisco[10] - localizada a poucos quilômetros da sede do município de Palmácia, é uma das principais quedas d'água do Maciço de Baturité. Apresenta piscinas naturais e é rodeada por mata atlântica.
- Cachoeira Furada - situada na localidade de Jardim de Areias, a 12 km da sede de Pacoti. Apresenta formações rochosas, cenário de lendas populares sobre jovens índias que tomavam banho durante as noites de lua cheia e escondiam-se nas várias grutas ali existentes. Ela é chamada de furada porque, em um determinado ponto, o rio desaparece, surgindo mais a frente dentro de uma gruta. [11]
- Cachoeira do Poço da Veada[12] - situada a 3Km da sede do município, no sítio Horizonte Belo, é uma das mais belas cachoeiras de Pacoti, de várias quedas d'água e um belo poço para banho, além de uma roda d'água.
- Cachoeira das Lajes - situada na zona rural do município de Palmácia, apresenta piscina natural, rodeada por mata atlântica. É uma das principais quedas d'água da serra.
- Rio Pacoti - nasce na região do Maciço e é um dos principais rios do Ceará. [13]
- Pedra do Bacamarte[14] - um dos principais pontos turísticos da região, a Pedra do Bacamarte é uma formação rochosa única no Nordeste, por muitos comparada com o Morro do Pão de Açúcar, no Rio de Janeiro. O acesso é feito por trilhas, mas pode ser vista da CE-065, na região da Água Verde, e no trecho Palmácia/Pacoti. É o local ideal para eco-trekking e rapel.
- Morro do Cruzeiro - próximo à sede de Palmácia, pode ser visto pela Praça da Matriz. Possui uma via sacra com todas as 15 estações e, ao topo, uma cruz representando o Santo Cruzeiro. O acesso é feito por uma trilha de mata atlântica. De lá, é possível observar a cidade de Palmácia e é considerado uma marco da fé de toda a região serrana.
- Poço Escuro[15] - localizado na divisa dos municípios de Pacoti e Guaramiranga, é um local onde existem vários poços formados por crateras abertas em rochas, no curso do rio Pacoti.
- Mosteiro dos Frades Jesuítas - situado em Baturité, de grande valor histórico. [16]
- Convento dos Capuchinhos[17] - construção do século XIX localizada na ladeira da Gruta. Missionários Capuchinhos vindos da Itália instalaram-se na serra na década de 30 e construíram um convento ao lado da Igreja de Nossa Senhora de Lourdes, sob a liderança de freis brasileiros. Internamente, vislumbra-se um espaço protegido por arcadas, cabendo à fachada uma nudez literalmente Franciscana. Atualmente, boa parte das alas é destinada à recepção de hóspedes.
- Igreja N. Sra. de Lourdes ou Igreja da Gruta - construção de estilo barroco, de 1892. [18]
- Pico Alto - ponto culminante do Maciço de Baturité, com 1.115 metros. O lugar proporciona uma das melhores vistas da região, de boa parte do sertão cearense e do pôr do sol. [19]
- Campo Batalha[20] - possui uma trilha ecológica aberta ao público, voltada para a educação ambiental. O local recebe fauna apreendida pelo Ibama, e é uma área utilizada para readaptação das espécies ao seu hábitat.
- Casarão dos Linhares - localizado na subida da serra, na região da Água Verde, na cidade de Palmácia, era propriedade de Máximo Linhares, irmão do ex-presidente da república José Linhares.
- Parque das Trilhas - imerso num ambiente de mata atlântica, conta com trilhas ecológicas e atividades de esporte aventura. Localiza-se a 300m do centro comercial na sede de Guaramiranga e pertence a uma área de proteção ambiental. Além da mata atlântica e dos lagos, o parque dispõe de atividades de aventura como rapel, tirolesa, ponte de três cordas e caiaque. Possui seis trilhas, com percursos que variam de 1,8km a 3km, em meio a plantações de café orgânico, fruteiras exóticas, espécies nativas da mata atlântica e pássaros. [21]
- Linha da Serra - trajeto que começa a 28 km da entrada de Baturité e tem um percurso de 15 km a uma altitude de 1000 metros, além da vista à Estátua de Nossa Senhora de Fátima. [22]
- Cachoeira do Perigo[23] [24] - localizada no município de Baturité.
- Torre da Lua[25] - localizada no município de Palmácia, é local para trilha ecológica, com uma grande visão do vale onde está estabelecida a comunidade do Basílio, além de ser ideal para praticar esportes radicais, como parapente e asa-delta.

A Serra de Baturité tem como principais acessos, partindo de Fortaleza, as rodovias CE-060 (sentido Pacatuba / Baturité), CE-065 (sentido Maranguape / Palmácia) e CE-356.